# Frank Stubbs
Frank Raymond Stubbs junior (* 12. Juli 1909 in South Wellfleet, Massachusetts; † 20. April 1993 in Melrose, Massachusetts) war ein US-amerikanischer Eishockeyspieler.  

## Karriere
Frank Stubbs besuchte zwei Jahre lang die Harvard University, für deren Eishockeymannschaft er parallel spielte. Anschließend verließ er die Universität ohne Abschluss und spielte in der Folgezeit im Amateurbereich Eishockey, womit er sich für die Winterspiele 1936 empfehlen konnte. Während des Zweiten Weltkriegs diente er als Infanterist der United States Army in Europa und wurde mehrfach verwundet, wofür er das Purple Heart erhielt. Neben vielen weiteren Auszeichnungen erhielt er zudem den Bronze Star. Nach dem Krieg kehrte er in seine Heimat Massachusetts zurück und stieg in das Versicherungsgeschäft ein.  

### International
Für die USA nahm Stubbs an den Olympischen Winterspielen 1936 in Garmisch-Partenkirchen teil, bei denen er mit seiner Mannschaft die Bronzemedaille gewann.

## Erfolge und Auszeichnungen
- 1936 Bronzemedaille bei den Olympischen Winterspielen